# نفرتوم
نفرتوم (به انگلیسی: Nefertem) در اساطیر مصر باستان، به‌عنوان خدای زیبایی و سلامت پنداشته می‌شده‌است.  او را فرزند پتاح و سخمت می‌شناختند. بعد تولد نفرتوم انسان از اشک او به‌وجود آمد.

## نمادشناسی
نفرتوم با سر شیر و تاجی از نیلوفر آبی که دو پر آرایش‌دهندۀ آن تاج است می‌شناسند.
نفرتوم یا نفرتمو را در مصر اولین نور خورشید و لذت بخشترین بوی گل نیلوفر آبی مصر میپنداشتند.
در مصر باستان بیشتر مجسمه های کوچک نفرتوم را به عنوان طلسم خوش شانسی با خود حمل میکردند.